# Straža pri Oplotnici
Straža pri Oplotnici – wieś w Słowenii, w gminie Oplotnica. W 2018 roku liczyła 72 mieszkańców.